# فرمان ویژه ۱۹۱
فرمان ویژه ۱۹۱ (مربوط به سال ۱۸۶۲)  شامل یک دسته از فرمان‌های عملیاتی و تاکتیکی بود که توسط فرمانده ارتش ایالات مؤتلفه، ژنرال رابرت ئی. لی در  تاریخ ۹ سپتامبر سال ۱۸۶۲ میلادی در طی عملیات مریلند در خلال جنگ داخلی آمریکا صادر شده بود. یک رونوشت گم شده از آن توسط نیروهای ارتش اتحادیه در شهرستان فردریک، مریلند یافت شد. که متعاقب آن این نسخه راهنمایی و کمک شایانی به سازمان اطلاعات نظامی ارتش اتحادیه در طول نبرد سوت مانتین و نبرد آنتی‌تام انجام داد.  

## تاریخچه

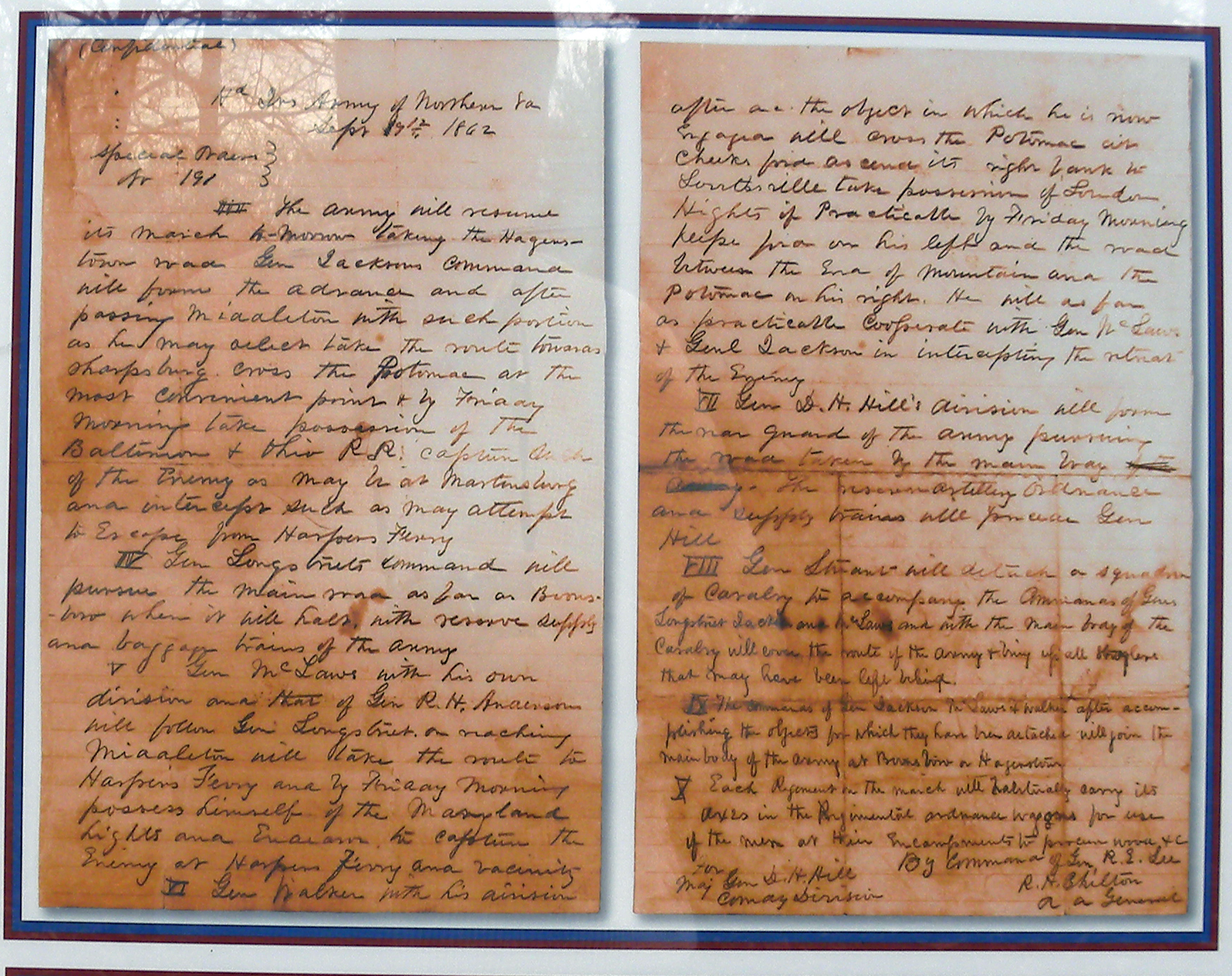
رونوشتی از نسخه یافت شده فرمان فرمان ویژه ۱۹۱ که در کرامبتون مریلند مفقود شده بود.

طرح این نقشه در ۹ سپتامبر ۱۸۶۲ در طی عملیات مریلند کشیده شده بود. این فرمان پیرامون جزئیاتی از مسیر پیشروی ارتش ویرجینیای شمالی در طی تهاجم اولیه به ایالت مریلند را دارا بود. برپایه آن نقشه دقیقی از برنامه ژنرال لی برای بخش کردن نیروهایش آشکار شد که سرلشکر استون‌وال جکسن با نیروهایش به سوی مارتینزبورگ روانه شد درحالیکه نیروهای مکلاو و والکر سعی در تصرف هارپرز، ویرجینیای غربی می کردند. از سوی دیگر سرلشکر جیمز لنگستریت باید به سوی بخش شمالی بونسبورو، مریلند حرکت می‌کرد و گردان های ژنرال دانیل هاروی هیل به عنوان نیروهای پشتیبان به سوی فردریک پیشروی می‌کردند.
ژنرال لی نقشه مسیرها و جاده های منتهی به فردریک را با تعیین زمان دقیق آن ترسیم کرد و نسخه هایی از آن را در اختیار آجودان خود رابرت شیلتون قرار داد. شیلتون از جانب ژنرال لی نامه ها را امضا کرد. هر کدام از افسران ستاد نسخه هایی از آن را در میان فرماندهان جنوبی منتشر کردند. ژنرال جکسون نسخه از آن را توسط یکی از افسران زیر دست خود به ژنرال هیل در ارتباط با ماموریت پشتیبانیش قرار داد. بعدها ژنرال هیل گفت که تنها یک نسخه از آن را از سوی ژنرال جکسون دریافت کرده است.
در میانه ظهر روز ۱۳ سپتامبر  سرجوخه بارتون میچل از گروهان ۲۷ تفنگداران ایندیانا، بخشی از لشکر دوازدهم ارتش اتحادیه یک پاکت سیگار را که درون آن سه عدد سیگار در مکانی که اردوگاه ژنرال هیل بوده و آن را به تازگی تخلیه کرده بود پیدا کرد. وی متوجه شد کاغذی لای توتون سیگارها پیچیده شده است که می‌بایست نقشه یک برنامه جنگی باشد. وی آن را به گروهبان جان بلاس نشان داد و همراه کاغذ نزد سروان پیتر کاپ رفتند و  او هم با دیدن نقشه آن را در ستاد فرماندهی به فرمانده هنگ سرهنگ سیلاس کالگرو نشان داد. سپس نقشه به دست ژنرال آلفوس ویلیامز رسید. وی با کمک آجودان خود سرهنگ ساموئل پیتمن امضای شیلتون را شناسایی کرد. زیرا پیتمن پیش از جنگ امضای شیلتون را می‌شناخت. وی هنگامی که در بانکی در دیترویت کار می‌کرد، با شیلتون که به عنوان سررشته دار اداره پست ارتش بوده آشنایی داشت. ژنرال ویلیامز نقشه را به فرمانده کل ارتش پوتوماک ژنرال جورج بی مک‌کللن روانه کرد. مک‌کللن که با دیدن طرح و برنامه پیشروی جنوبی ها بسیار خوشحال شده بود از سر شادی فریاد زد: "حالا می دانم چه کار کنم!" وی بطوری محرمانه به ژنرال جان گیبون گفت بود: "با کمک این کاغذ اگر نتوان به لی تازیانه بزنم، حاضر خواهم بود به خانه بروم."

## یادداشت
1. ↑  Sears pp. 100-101, 126
2. ↑  "McClellan Reacts to the "Lost Order"September 13, 1862". Antietam on the Web. Retrieved 2013-01-24.
3. ↑  Philip Leigh "Lee's Lost Dispatch and Other Civil War Controversies" (Yardley, Penna. Westholme Publishing, 2015), 138
4. ↑  "Civil War Papers of Samuel E. Pittman, Lt. Col."[پیوند مرده] Am Mss Pittman. Chapin Library, Williams College.
5. ↑  Sears, p. 123-125